# Вібраніум
Вібраніум (англ. vibranium) — вигаданий метал із американських коміксів, публікованих видавництвом Marvel Comics. Вібраніум має здатність поглинати, утримувати та випускати величезну кількість кінетичної енергії. Видобувається тільки в африканській країні Ваканді. У першу чергу метал є матеріалом, з якого виготовлені костюм Чорної пантери (короля Ваканди) та щит Капітана Америка. Крім вакандійського, існують й інші різновиди, як-от антарктичний, названий анти-металом та ревербій, створений Уліссом Кло.

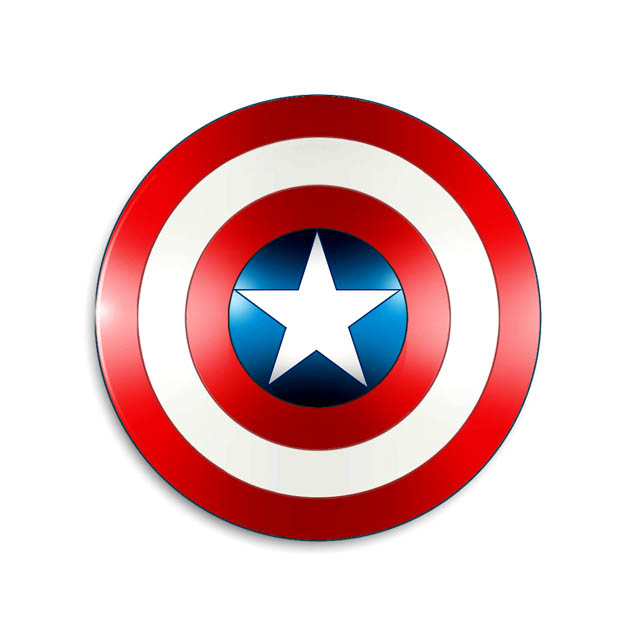
Варіанти щита Капітана Америки з вібраніуму
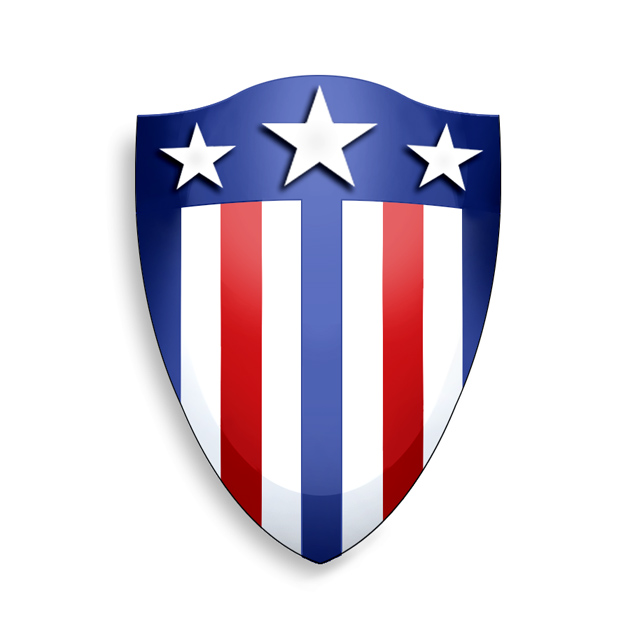

## Історія публікацій
Вібраніум вперше з'явився в Daredevil #13 (лютий 1966), що був написаний Стеном Лі та проілюстрований Джоном Ромітою-старшим. Тут вібраніум був незвичайним металом з явно дивними властивостями. Пізніше було встановлено, що існує кілька ізотопів цього елементу, які можна знайти в ізольованих регіонах по всьому світу. Різновид, вперше введений у Daredevil #13, зрештою став відомий як анти-метал. Його унікальна властивість — можливість прорізати будь-який інший відомий метал. У всесвіті Marvel анти-метал традиційно можна знайти тільки в Антарктиді. Пізніше в Fantastic Four #53 (серпень 1966) Стеном Лі та Джеком Кірбі був введений новий вид вібранію, що знаходиться в ізольованій країні Ваканді. Цей варіант має унікальну здатність поглинати звук, відтоді саме він й ідентифікується, як просто «вібраніум».

## Вигадана історія
У всесвіті Marvel вібраніум вперше потрапив на Землю у складі метеориту близько 10 000 років тому. Перше зареєстроване відкриття вібранію відбулося під час експедиції до Антарктиди. Цей ізотоп вібранію був названий «анти-металом» через його властивості розчинення інших металів.
Вібраніум, знайдений у Ваканді, поглинає звукові хвилі та інші вібрації, включаючи кінетичну енергію, що робить його сильнішим. Він був виявлений вакандійським королем Т'Чакою, батьком Чорної пантери Т'Чалли. Щоб захистити цей ресурс, він приховав свою країну від зовнішнього світу. Т'Чака фінансував освіту своєї країни, іноді продаючи незначні кількості металу. В результаті Ваканда стала однією з найбільш розвинених країн у світі.
На початку 1940-х років невелика кількість вакандійського вібранію потрапила в руки вченого Майрона МакЛейна. Він спробував об'єднати вібраніум із залізом, щоб використати сплав для нової обшивки танків, але не зміг сплавити елементи. Одного ранку він виявив, що ці два матеріали випадково змішались між собою за невідомих обставин. Ультра-пружний сплав використовувався для створення щита Капітана Америка. МакЛейн десятиліттями працював над повторенням цього сплаву, проте безуспішно. Внаслідок однієї з таких спроб, під час експерименту в 1960-х роках він розробив майже невразливий до пошкоджень метал під назвою адамантій.
Коли Т'Чалла став королем Ваканди, він прагнув покласти край ізоляції своєї країни від решти світу. Він продав невелику кількість вібранію іноземцям, які на його думку не використали б його у злих цілях. Т'Чалла використовував прибуток, щоб збагатити і модернізувати свою націю.
Протягом багатьох років багато хто намагався отримати або вплинути на родовища вібранію у Ваканді, але здебільшого країна зберегла його безпеку і стала досить потужною в цьому процесі.
Під час Таємного вторгнення на Землю скруллів, вони прийняли подобу агентів Щ.И.Т. і поневолених уродженців Дикої Землі, щоб добути анти-метал. Вони також вторглися в Ваканду, проте жителі країни успішно відбили атаку.
Коли Ваканда була політично захоплена Дестурі — угрупованням із консервативними ізоляціоністськими поглядами, вони надали Доктору Думу доступ до сховищ вібранію. Дум прагнув використати його для посилення своєї містичної енергії, але Т'Чалла активував відмовостійкість, яку він розробив, що перетворило весь оброблений вібраніум на інертний.
Іншопланетне походження металу згодом було підтверджене в інших коміксах. У той час як більша частина земного вібранію повністю вичерпана, деякі планетарні системи мають достатні запаси цього матеріалу. Прикладом є планета біженців, яку намагалася рекультивувати імперія Стартакс під час космічних подорожей Капітан Марвел. Унаслідок масштабного перезавантаження мультивсесвіту під назвою «Таємні війни: Світ битв» велика кількість вібранію у Ваканді та за її межами зросла до значних масштабів. Мутант-злочинець Ванішер продавав вакандійський метал на чорному ринку в Нью-Йорку.

## Властивості металу

### Вакандійський різновид
Вакандійський вібраніум є найбільш поширеним варіантом, і його часто називають просто «вібраніум». Це рідкісна речовина, що міститься тільки у вигаданій маленькій африканській державі Ваканді.
Вакандійський ізотоп має здатність поглинати всі коливання в околиці, а також спрямовану на нього кінетичну енергію. Поглинена енергія зберігається в межах зв'язків між молекулами, які складають речовину. В результаті кінетична енергія розсіюється всередині зв'язків. Існують обмеження для потужності, які можуть бути збережені, і хоча точні обмеження ще не відомі, прикладів було кілька. Зокрема нафтовий конгломерат Roxxon виявив, що маленький острів у Південній Атлантиці має основу з вібранію. Через це Roxxon визнав за необхідне знищити острів і підірвав його бомбами. Метал не зміг поглинути усю енергію вибуху.
Цей тип вібранію є потужним мутагеном. Вібраніум піддав мутації багатьох жителів Ваканди. Його випромінювання також пронизували більшу частину флори і фауни країни, включаючи серцеподібну траву, яку споживали члени Культу Чорної пантери і плоть білої горили, споживану членами однойменного культу. Обидва надають надлюдські здібності кожному, хто їх з'їсть.
Вважається також, що він значно посилює містичну енергію.

### Антарктичний різновид
Цей ізотоп, більш відомий як анти-метал, є рідним для Дикої Землі. Анти-метал здатний утворювати коливання певної довжини хвилі, що руйнують молекулярні зв'язки в інших металах, викликаючи їх зрідження. Якщо величезні кількості анти-металу зберуться разом, вібрації експоненціально зростатимуть. Анти-метал можна перетворити в штучний і нестійкий вакандійський різновид вібранію шляхом певних бомбардувань частинок на нього.

### Штучні різновиди
Існує принаймні два різновиди, штучно створених людьми. Перший має назву NuForm, який фігурує в сюжетній арці Vibranium Vendetta від Marvel Comics, створений корпорацією Roxxon з невідомих причин. Це була алхімічна суміш, зроблена шляхом поєднання органічних і мінеральних елементів. Властивості цього вібранію аналогічні вакандійському, але він може деградувати в антарктичний, якщо процес не сповільнюється застосуванням мікрохвильового бомбардування, але і це лише тимчасове рішення.
Другий — особливо небезпечний штучний різновид, створений у Horizon Labs професором Саяні Джеффрі та названий ревербій (англ. reverbium). На відміну від стандартного вібранію, він швидко посилюється, вивільнюючи звукову та вібраційну енергію в пульсових хвилях, які з часом посилюються, перш ніж сильно детонують. Макс Моделл, тодішній головний вчений Horizon, наказав його негайне розчинення, зважаючи на небезпеку, але Саяні зберіг декілька зразків, приховавши це від своєї команди.
Ревербій знову з'явився в руках вчених A.I.M. під впливом Улісса Кло, який використовував його в своєму новому зловісному плані проти Чорної пантери і народу Ваканди. Штучний вібраніум також мав ефект посилення звукових коливань до невідомих потужностей.

## Рак вібранію
Коли маленька субмолекулярна недосконалість потрапила в щит Капітана Америки, кожен вплив за ці роки поширювався на сусідні молекули, згодом зруйнувавши зв'язки між ними. Опісля руйнування щита, шкода продовжила поширюватися на інший вібраніум за межами щита. Це зумовило вібраційний «рак» — всесвітню ударну хвилю. Вона насильно підривала будь-який знайдений вібраніум, від родовищ корисних копалин до компонентів кораблів або обладнання. Ударна хвиля прямувала до Ваканди, де міг утворитися вибух, здатний знищити всю планету. Завдяки мимовільній допомозі лиходія Кло, Капітан Америка зміг зупинити хворобу вібранію і відновити свій щит.

## Використання

### Костюм Чорної пантери
- Костюм Чорної пантери створений з вібранієвих ниток, що робить його куленепробивним. Також костюм неможливо порізати (хіба що на атомному рівні). Вібраніум присутній і на підошві костюму, що дозволяє Т'Чаллі витримувати падіння з висоти. Якщо вібраніум поглинув достатню кількість енергії, власник костюму може руйнувати стіни та ковзати по воді. На кожному пальці є по одному висувному кігті. Певний період часу вони були виготовлені з анти-металу[21].
- У кіновсесвіті Marvel другий вдосконалений костюм виготовлений з наночастинок. Він може згортатися у невеликий атрибут (традиційне нагрудне намисто), а при його активації покриває все тіло[22]. Цей костюм легший за попередній та здатний випускати великий імпульс накопиченої енергії[21]. Чорна пантера також використовував імпульс, щоб стрибати на велику висоту.

### Зброя
- Вакандійські воїни використовують тільки зброю з вібранію, серед якої списи, кинджали, різноманітні мечі та голографічні щити. В коміксах Т'Чалла часто користувався енергетичними кинджалами з вібранію[23]. Їхнє руків'я виготовлене зі слонової кістки. Кинджали мають здатність випускати енергетичний заряд, а також трансформуватись в косу або спис[21].
- Плем'я вакандійців виготовляли пастки, названі «зубами пантери» з вібранію для своїх ворогів. Вони виглядали як маленькі кнопки. Коли жертва наступала на неї, два дерев'яні шипи проколювали її з обох сторін[24].
- Капітан Америка володіє щитом, який він використовує і як зброю, запускаючи його в противника з такою точністю, що щит повертається назад. Тоні Старк зробив спеціальні магніти, які закріплювалися на рукавиці Капітана та допомагали повернути щит. Він утворений з унікального сплаву, що містить вібраніум. Пізніше, Чорна пантера подарував Капітану Америка щит із чистого вібранію[25].
- СШАгент мав щит у вигляді орла, який теж був виготовлений з вібранію[26].
- Також Антон, а пізніше й Микола Криленко — супергерої на ім'я Червоний вартовий мали щит з зображенням двоголового орла, виготовлений з вакандського різновиду вібранію[27].
- Шурі використовувала енергетичні бластери з вібранію у фільмах «Чорна Пантера», «Месники: Війна нескінченності» та у фінальній битві «Месників: Завершення». Бластери одягаються на руки і виглядають як пантери з відкритою пащею. Саме з «пащі» і випускається енергетичний заряд.
- Агент Нуль використовував костюм з вакандійського вібранію, що робив його майже безшумним і гвинтівку з анти-металевими патронами.
- Кібернетична рука Місті Найт повністю складається з анти-металу, тому дозволяє пробивати найміцніші метали, включаючи адамантій[28].
- Кло, іноді разом з А.І.М. виготовляв різноманітну зброю з вакандійського вібранію і ревербію.
- Декілька видів стріл Соколиного Ока містять вакандійський та антарктичний різновиди вібранію.

### Транспорт
- Військова техніка вакандійського народу представлена невеликими машинами, на яких перевозять командира військом, літальними апаратами, зокрема королівським флаєром, який, до того ж, має можливість ставати невидимим.
- У фільмі «Чорна Пантера» показані вібранієві поїзди, що працюють на магнітній підвісці, а тому левітують над поверхнею. Подібні поїзди є громадським транспортом у столиці Ваканди та перевозять вібраніум у шахтах.

### Ґаджети
- У кожного жителя Ваканди є особистий браслет, названий кімойо, який можна назвати вакандійським аналогом телефона. Браслет складається з намистинок, які додаються в зв'язку з віком власника[29]. Наприклад, новонароджена дитина має тільки одну намистинку. За допомогою кімойо, вакандійці передають текстові та відео- повідомлення. Окремі з них, в більшості представники влади, мають доступ до датабази Ваканди (своєрідна версія Інтернету). Кімойо працює тільки в межах Ваканди.
- У фільмі «Чорна Пантера» вчені країни користуються голографічними моніторами.

## Поза коміксами

### Мультсеріали
- У мультсеріалі «Людина-павук та його дивовижні друзі» (1981) в епізоді «Пригоди Людей Ікс» лиходій Кіберіад зачиняє Кітті Прайд в кімнаті з вібранію, що ліквідує її мутантські здібності.
- В епізоді «Здобич пантери» мультсеріалу «Залізна людина: Пригоди в броні» (2009) Чорна пантера прагне завадити продажу шматка вібранію компанії А.І.М., що, за словами Верховного Вченого, може дати життя МОДОКу. Вібраніум зображений як темно-сірий метал, що постійно вивільнює зелені блискавки.
- Вібраніум виконує центральну роль у більшості епізодах мультсеріалу «Чорна пантера» (2010), створеного Marvel Animation і BES Entertaiment.
- Вакандійський різновид вібранію з'являється в багатьох епізодах мультсеріалу «Месники: Могутні герої Землі» (2010) з участю Чорної пантери. Тутешня версія металу має фіолетовий колір та чим більше поглинає звуку, тим яскравіше світиться. В епізоді «Шлях пантери» Кло завдяки впливу вібранію на нього, перетворюється на істоту з чистого звуку. Метал добувається у печері поблизу столиці держави.
- В аніме-серіалі «Marvel Anime: Blade» (2011) згадується, що катана Блейда виготовлена з сплаву срібла та вібранію.
- В епізоді під назвою «Залізний Стерв'ятник» мультсеріалу «Людина-павук. Щоденник супергероя» (2012) Гаррі Озборн зачиняє Пітера Паркера та Майлза Моралеса в безпечній кімнаті для захисту від Залізного Стерв'ятника. Гаррі говорить, що кімната виготовлена з вібранію.
- У мультсеріалі «Людина-павук» (2017) одна з машин Horizon High виготовлена з вібранію.

### Мультфільми
- Вібраніум представлений у повнометражному мультфільмі «Досконалі Месники» (2006) як матеріал, з якого виготовлені кораблі та обладунки прибульців раси чітаурі. Щ.И.Т. будує спеціальний супутник, спроможний виявити вібраніум по всьому світу. Так вони визначали місцерозташування чітаурі на Землі.
- Пізніше вібраніум з'являється у «Досконалі Месники 2: Сходження Пантери» (2006). Чітаурі атакують Ваканду, оскільки під нею є величезні родовища цінного металу, конденсовані шматочки якого прибульці використовували також як потужне джерело енергії для своїх космічних кораблів. Воїни Ваканди володіли зброєю з вібранію. Ще у мультфільмі показано, що вібраніум послаблюється при впливі на нього гамма-променів.

### Фільми
- Вперше вібраніум у рамках кінематографічного всесвіту Marvel з'являється у фільмі «Перший месник» 2011 року. Капітан Америка обирає щит з вібранію, який, за словами Говарда Старка, «сильніший за сталь, але важить втричі менше»[30].
- Далі вібраніум у складі щита Капітана з'являється у фільмах «Месники» (2012) та «Перший месник: Друга війна» (2014), доки в «Месниках: Ера Альтрона» (2015) не фігурує окремо від нього. Альтрон купує велику партію вібранію в Улісса Кло та виготовляє з нього своє нове металеве тіло, яке згодом перепрограмовується Месниками і стає відомим як Віжн.
- Чорна пантера використовує костюм з вібранієвих ниток у кінострічці «Перший месник: Протистояння» (2016).
- Хімічний елемент вібраніум згадується під час занять у школі Пітера у фільмі «Людина-павук: Повернення додому» (2017)[31].
- Вібраніум є частиною кораблів, техніки, зброї та обладунків воїнів Ваканди у фільмі «Чорна Пантера» (2018). Він також впливає на органіку, зокрема серцеподібна трава використовувалася для поліпшення здоров'я Еверетта Росса. Улісс Кло згадує, що вакандійці звуть вібраніум «ізіпо» (англ. isipho), що на мові коса значить «дарунок».
- У фільмі «Месники: Війна нескінченності» (2018) Бакі Барнс отримує новий кібернетичний протез руки, зроблений з вібранію. Вакандійська техніка знову ж таки створена з цього матеріалу.
- Під час подій фільму «Месники: Завершення» (2019) повертається щит Капітана Америка, але у фінальній битві його своїм мечем руйнує Танос. З мертвих повертаються всі загиблі вакандійські воїни у попередньому фільмі, в тому числі Чорна пантера й Шурі. В кінці фільму старий Капітан Америка, що прожив життя в паралельній реальності, прибуває в нашу та дарує Соколу новий щит, передаючи йому свої повноваження.

### Серіали
- Кімната для допитів на літаку SHIELD 6-1-6 у серіалі «Агенти Щ.И.Т.» (2013) сконструйована з вібранієвого волокна[32][33]. У другому сезоні з'являється будівля під назвою «Захов» (англ. Retreat), яку створив Брюс Беннер для утримання різного роду надлюдей, накшталт його самого. Певний час тут знаходився і Стів Роджерс. Стіни «Захову» мають захисний шар з вібранію[34]. Дав Камерон, що грала роль лиходійки Рубі у п'ятому сезоні, вважає, що зброя її персонажа може бути виготовлена із вібранію, проте це не було підтверджено авторами серіалу[35].
- У телесеріалі «ВандаВіжн», що теж є частиною кіновсесвіту Marvel дослідницька група організації М.Е.Ч. відстежувала місцезнаходження Віжна за розпадом вібранію, що є складовою тіла синтезоїда[36].
- Низка предметів з вібранію представлена у серіалі «Сокіл та Зимовий солдат» (2021)[37]. Насамперед це щит Капітана Америка, що був переданий новому володарю титулу, Джону Вокеру, та кібернетична рука Бакі Барнса. Також тут фігурують Дора Міладж, чиї обладунки й зброя виготовлені з вібранію. У фіналі серіалу Сем Вілсон постає в новому костюмі з вібранієвими крилами, що розроблений у Ваканді[38].

### Відеоігри
- У відеогрі Marvel Ultimate Alliance 2 штучний інтелект, названий Фолд використовує вібраніум для побудови веж по всьому світу з метою встановити контроль над людством.

## Реальний матеріал
У 2016 році Hyperloop Transportation Technologies розробили реальний розумний композитний матеріал, який вони назвали вібраніум (англ. vibranium). Полегшений вуглецевий матеріал для системи Hyperloop, як повідомляється, надає пасажирам подвійний захист від пошкоджень зовні. Компанія стверджує, що вібраніум у вісім разів легший за алюміній і в 10 разів міцніший, ніж сталь. Розумний матеріал може передавати важливу інформацію щодо температури, стабільності, цілісності тощо, бездротово та практично миттєво.